# European Physical Society

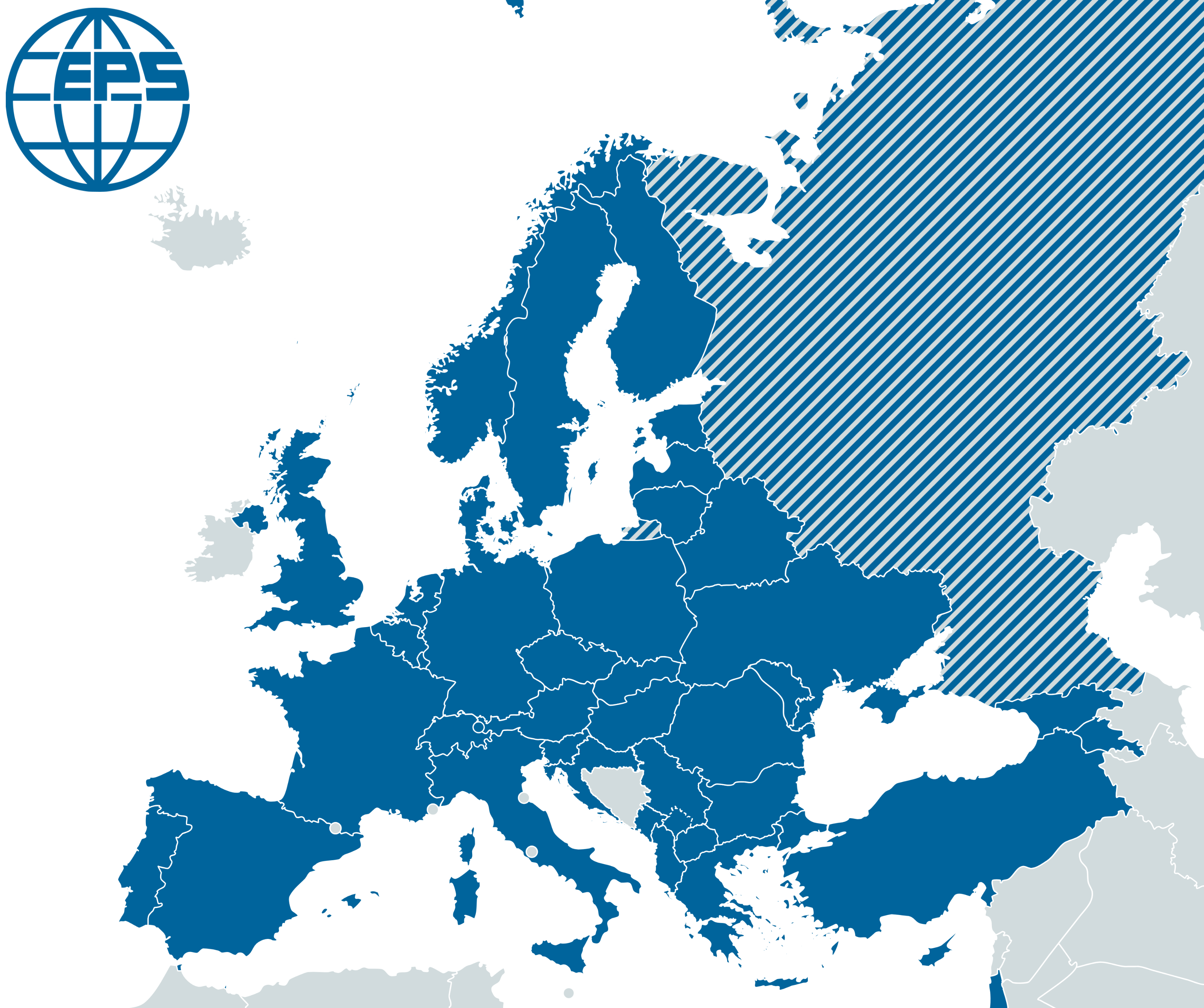
Membri della EPS nel 2023 (la Russia appare in colore striato essendo la sua collaborazione sospesa)

La European Physical Society (EPS) è un'organizzazione senza scopo di lucro il cui scopo è quello di promuovere la fisica ed i fisici in Europa.
Formalmente istituita nel 1968, ne fanno parte le società fisiche nazionali di 40 paesi e circa 2500 membri individuali. Una delle sue principali attività è l'organizzazione di conferenze internazionali. La sua rivista è Europhysics Letters; altre pubblicazioni includono Europhysics News e European Journal of Physics.
Ha sede a Mulhouse, in Francia.

## Conferenze patrocinate
L'EPS patrocina anche altre conferenze oltre all'Europhysics Conference, come l'ICPS organizzata dall'International Association of Physics Students.

## Divisioni e gruppi
Le attività scientifiche dell'EPS sono suddivise in un certo numero di divisioni e di gruppi, ognuno dei quali organizza conferenze specifiche e seminari. Alcune divisioni possiedono inoltre delle sotto-sezioni.
Le divisioni sono:
- Fisica atomica, molecolare e ottica
- Fisica della materia condensata
- Insegnamento della fisica
- Fisica ambientale
- Fisica della gravitazione
- Fisica delle alte energie e delle particelle
- Fisica nucleare
- Fisica nelle scienze della vita
- Fisica del plasma
- Elettronica e ottica quantistica
- Fisica solare
- Fisica statistica e non lineare

I gruppi sono:
- Acceleratori
- Fisica computazionale
- Energia
- Storia della fisica
- Fisica per lo sviluppo
- Tecnologia e innovazione

## Premi e riconoscimenti assegnati
L'EPS assegna un certo numero di premi per evidenziare importanti contributi alla fisica:
- Edison Volta Prize[4] (generale)
- Gero Thomas Medal (contributi allo sviluppo dell'EPS)
- Emmy Noether Distinction (donne nella fisica)
- Early Carrier Prize (giovani ricercatori)

a cui si aggiungono quelli conferiti dalle singole sezioni e gruppi. L'EPS può assegnare inoltre il titolo di membro onorario e quello di fellow.

## Presidenti
| Inizio mandato | Fine mandato | Nazione     | Nome                          |
| -------------- | ------------ | ----------- | ----------------------------- |
| 2021           | in carica    | Francia     | Luc Bergé                     |
| 2019           | 2021         | Paesi Bassi | Petra Rudolf                  |
| 2017           | 2019         | Svizzera    | Rüdiger Voss                  |
| 2015           | 2017         | Svizzera    | Christophe Rossel             |
| 2013           | 2015         | Francia     | John Michael Dudley           |
| 2011           | 2013         | Italia      | Luisa Cifarelli               |
| 2009           | 2011         | Polonia     | Maciej Kolwas                 |
| 2007           | 2009         | Germania    | Fritz Wagner                  |
| 2005           | 2007         | Danimarca   | Ove Poulsen                   |
| 2003           | 2005         | Svizzera    | Martin C.E. Huber             |
| 2001           | 2003         | Francia     | Martial Ducloy                |
| 1999           | 2001         | Regno Unito | Arnold Wolfendale             |
| 1997           | 1999         | Irlanda     | Denis Weaire                  |
| 1995           | 1997         | Germania    | Herwig Schopper               |
| 1993           | 1995         | Ungheria    | Norbert Kroo                  |
| 1991           | 1993         | Svizzera    | Maurice Jacob                 |
| 1988           | 1991         | Italia      | Renato Angelo Ricci           |
| 1986           | 1988         | Germania    | Werner Buckel                 |
| 1984           | 1986         | Regno Unito | Godfrey Harry Stafford        |
| 1982           | 1984         | Francia     | Jacques Friedel               |
| 1980           | 1982         | Danimarca   | Allan Roy Mackintosh          |
| 1978           | 1980         | Italia      | Antonino Zichichi             |
| 1976           | 1978         | Romania     | Ioan Ursu                     |
| 1972           | 1976         | Paesi Bassi | Hendrik Brugt Gerhard Casimir |
| 1970           | 1972         | Svezia      | Erik Gustav Rydberg           |
| 1968           | 1970         | Italia      | Gilberto Bernardini           |